# 番国故城遺跡
番国故城遺跡（ばんこくこじょういせき）は、中国の河南省信陽市固始県番城街道に位置する東周時代の古城跡である。中国国務院の発表する全国重点文物保護単位に指定された。

## 概要
1978年の春に遺跡の東南1.5kmの侯古堆1号墓の陪葬坑から「番子臣周」の銘文をもつ編鐘が出土して、番国の実在が確認された。
現在、遺跡の範囲は古城公園として整備され、市民に開放されている。
座標: 北緯32度11分14秒 東経115度39分40秒 / 北緯32.18734度 東経115.66107度